# .za
.za — в Інтернеті, національний домен верхнього рівня (ccTLD) для Південно-Африканської Республіки.

## Домени 2-го та 3-го рівнів
В цьому національному домені нараховується близько 12,300,000 вебсторінок (станом на січень 2007 року).
У наш час використовуються та приймають реєстрації доменів 3-го рівня такі доменні суфікси (відповідно, існують такі домени 2-го рівня):
| Суфікс  | Регламентовані користувачі                                            |
| .ac.za  | Наукові та дослідницькі установи, коледжі, університети або інститути |
| .co.za  | Комерційні установи, корпорації                                       |
| .edu.za | Наукові та дослідницькі установи, коледжі, університети або інститути |
| .gov.za | Державні та урядові установи                                          |
| .mil.za | Військові організації                                                 |
| .org.za | Неприбуткові, неурядові організації                                   |
| .web.za | Вебмайданчики                                                         |